# コンスタンティーノ・ユーリ
コンスタンティーノ・ユーリ（Constantino Juri、1923年10月29日、アルゼンチン、モリソン - 2020年3月31日、マドリード）は、アルゼンチンの登記官、弁護士。

## 解説
キャリアの中で、国内外の作家による40作品に加え、サルスエラ、オペレッタ、ミュージカルコメディを監督し、アルフレッド・クラウス、ルチアーノ・パヴァロッティ、プラシド・ドミンゴ、ゲーナ・ディミトロヴァ、レナート・ブルゾンなどの歌手を演出した。 
ユーリは何十年にもわたって、マドリッド、ブエノスアイレス、コルドバ、ラプラタの都市で演劇やオペラを頻繁に演出した。 1999年にコネックス賞を受賞し、クラシック音楽の分野で功績の賞状を取得した。
90周年記念のお祝いに際し、彼の同僚であり友人である ニコラス・イサシ コンスタンティーノ・ジュリが学び、働いていた場所で学業を終えようとしていた彼は、彼を称えて特別なオペラ公演を開催することを決めた。